# Dicliptera magnibracteata
Dicliptera magnibracteata là một loài thực vật có hoa trong họ Ô rô. Loài này được Collett & Hemsl. mô tả khoa học đầu tiên năm 1890.